# Heinrich Zieger
Heinrich Zieger (* 24. Februar 1900 in Eisenach; † 28. Dezember 1933 ebenda) war ein deutscher KPD-Funktionär, Betriebsrat und kommunistischer Widerstandskämpfer gegen den Nationalsozialismus.

## Leben und Wirken

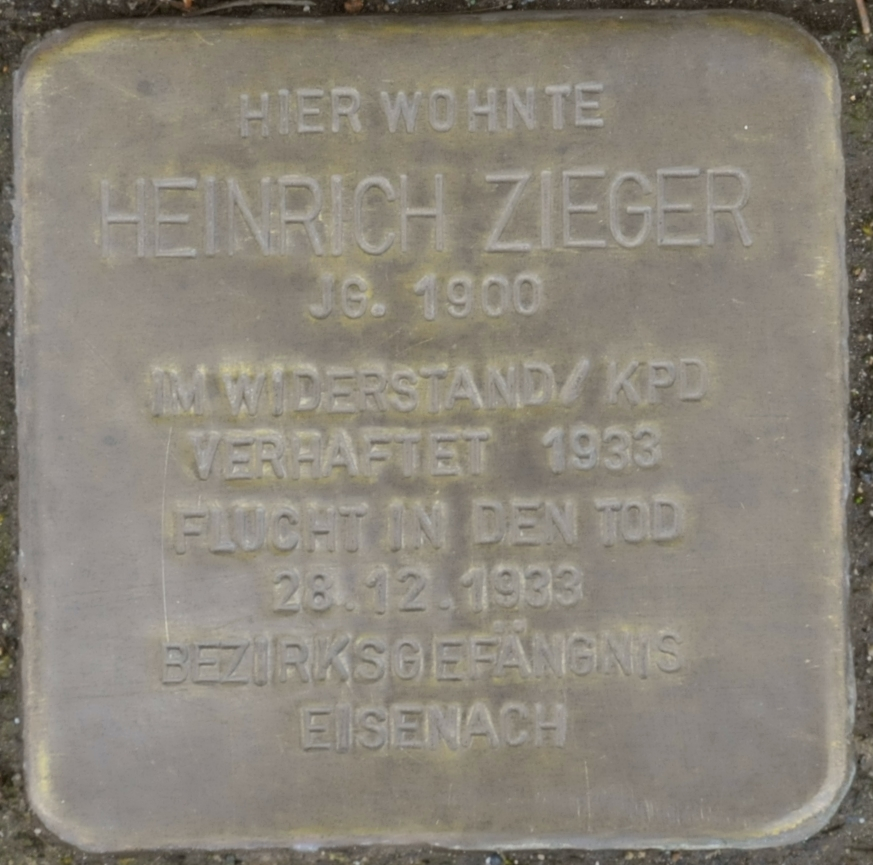
Stolperstein für Heinrich Zieger, Frankfurter Straße 104, Eisenach

Als Kind des Drechslers Franz Zieger und dessen Ehefrau Dorothea Spieß geboren, besuchte Heinrich Zieger bis 1914 die Volksschule in Eisenach. Danach war er als ungelernter Arbeiter bis zu seinem Tode in den Hörselwerken seiner Heimatstadt tätig, einem auf die Produktion von Zollstöcken spezialisierten Unternehmen. 1921 heiratete er Anna Bienstock.
Mit 18 Jahren erklärte Zieger seinen Eintritt in die KPD und wurde Mitglied in der Gewerkschaft. In den Hörselwerken wählte man ihn 1925 zum Betriebsratsvorsitzenden. 1928 wurde Zieger zum Organisationsleiter der KPD für den Unterbezirk Eisenach bestimmt, und vier Jahre später erfolgte seine Wahl in den Eisenacher Stadtrat. Hier übte er die Funktion des stellvertretenden Fraktionsvorsitzenden seiner Partei aus. Zieger gilt als Mitbegründer des Rot-Front-Kämpferbundes in Eisenach. 
Nach der Machtergreifung der Nationalsozialisten gehörte er der Führung der illegalen KPD-Ortsgruppe Eisenach an. Im März 1933 wurde er kurzzeitig festgenommen und am 26. Oktober 1933 erneut verhaftet. Nach wochenlangen Verhören und Folterungen im Eisenacher Bezirksgefängnis beging er am 28. Dezember 1933 Suizid.
In seiner Heimatstadt erinnert eine Straße mit seinem Namen an ihn. Zum Andenken an ihn wurde 2013 in Eisenach ein Stolperstein verlegt (siehe auch Liste der Stolpersteine in Eisenach).